# Пијавице (филм)
„Пијавице” су српски филм из 2019. године у режији Драгана Маринковића. Сценарио је заснован на истоименом роману Давида Албахарија.

## Радња
Крај је 20. века у Србији - време безнађа, страха и тоталитаризма.
Прослављени писац Петар Митић постаје мета разноразних тајних служби и одважним коментарима против власти доводи сопствени живот у опасност.
Његова љубавница Светлана је тек још један од агената чијег постојања он није ни свестан.
У време велике друштвене и политичке кризе у Србији јунак представља ставове који стварају конфликте са водећим политичким режимом. Блиски сусрет са Државном службом за безбедност претвара му живот у параноју и потрагом за истином.

## Улоге
| Глумац            | Улога          |
| ----------------- | -------------- |
| Никола Ђуричко    | Петар Митић    |
| Лазар Ристовски   | Шок            |
| Ива Михалић       | Светлана       |
| Маријана Јанковић | Маргарета      |
| Тони Михајловски  | Драган Мишовић |
| Тихомир Станић    | Јаша Алкалај   |
| Петар Божовић     | Јован          |
| Ана Сакић         | Весна          |
| Александар Ђурица | Исак Леви      |
| Јелена Перчин     | Зеница         |
| Јован Ристовски   | Јаков Шварц    |
| Марина Воденичар  | инструкторка   |
| Ђорђе Ерчевић     | бармен         |
| Ирина Дечермић    | Сузана         |
| Катерина Тана     | пегава жена    |
| Бранислав Јевтић  | критичар       |

## Награде
- На 19. Филмском фестивалу Беверлy Хилс фил је освојио награду за најбољи нови филм.[3][4]
- На 52. Интернационалном филмском фестивалу Worldfest – Houston филм је освојио златну, као и платинум Реми награду.[3][4]